# Dipartimento dell'organizzazione giudiziaria, del personale e dei servizi
Il Dipartimento dell'organizzazione giudiziaria, del personale e dei servizi, (DOG), è uno dei cinque dipartimenti in cui è articolato il Ministero della giustizia italiano..

## Funzioni
Il dipartimento sovrintende all'organizzazione e al funzionamento dei servizi relativi alla giustizia, alla gestione amministrativa del personale e dei mezzi e strumenti (anche informativi) necessari e alle attività relative alle competenze del Ministro in ordine ai magistrati.

## Struttura
Il DOG è organizzato in quattro direzioni generali (DG):
- DG del personale e della formazione;
- DG delle Risorse materiali e tecnologie;
- DG del Bilancio e Contabilità;
- DG dei magistrati;

Vi sono poi le direzioni regionali di Milano, Roma e Napoli.

## Capo dipartimento
Il capo dipartimento è il magistrato dott.ssa Lina Di Domenico.
Il capo dipartimento è coadiuvato da un vice capo dipartimento. L'Ufficio del capo dipartimento è suddiviso in:
- Ufficio I - Affari generali
- Ufficio II - Circoscrizioni giudiziarie e piante organiche.